# Gilet de sauvetage

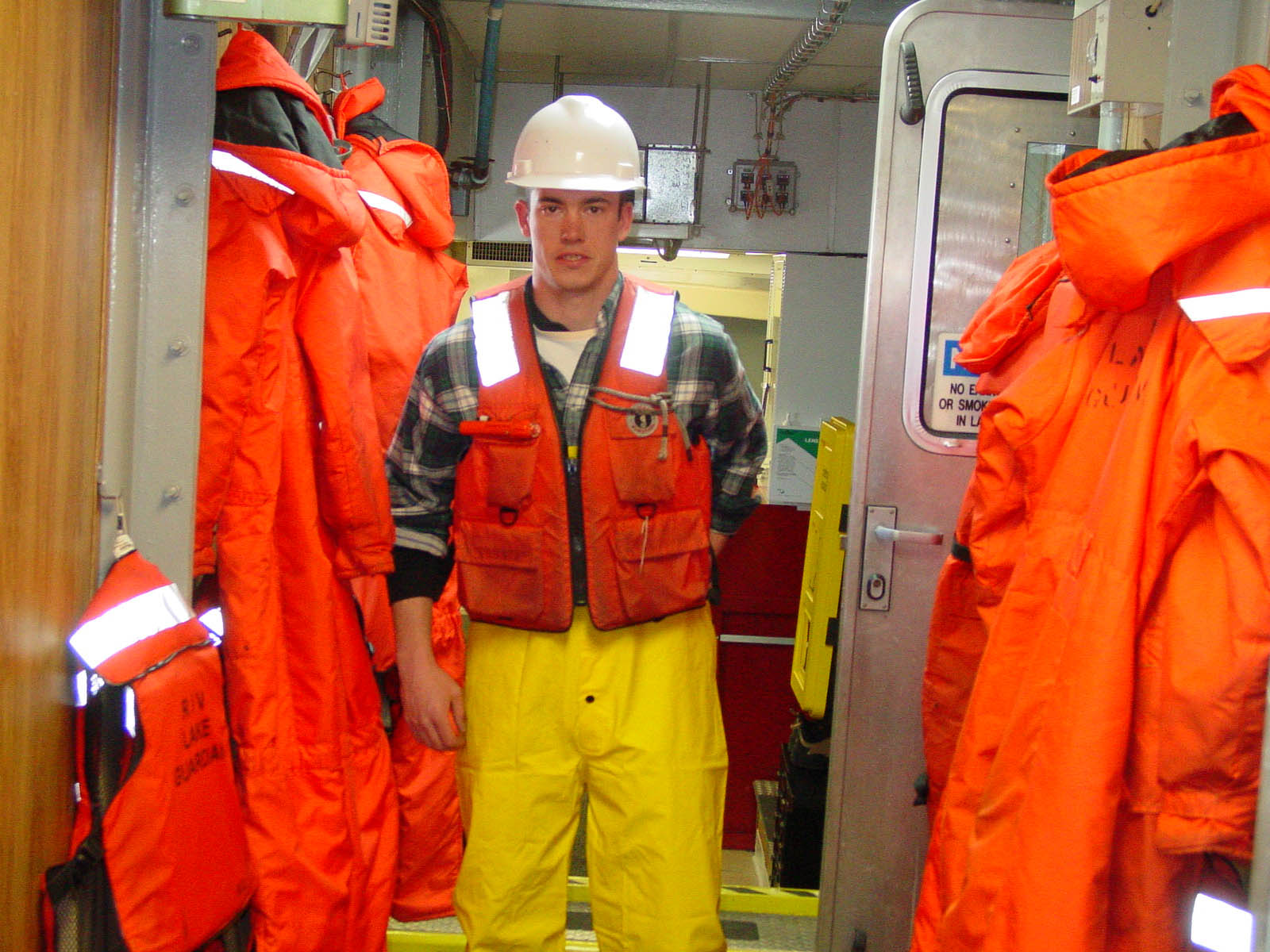
Personne portant un gilet de sauvetage.

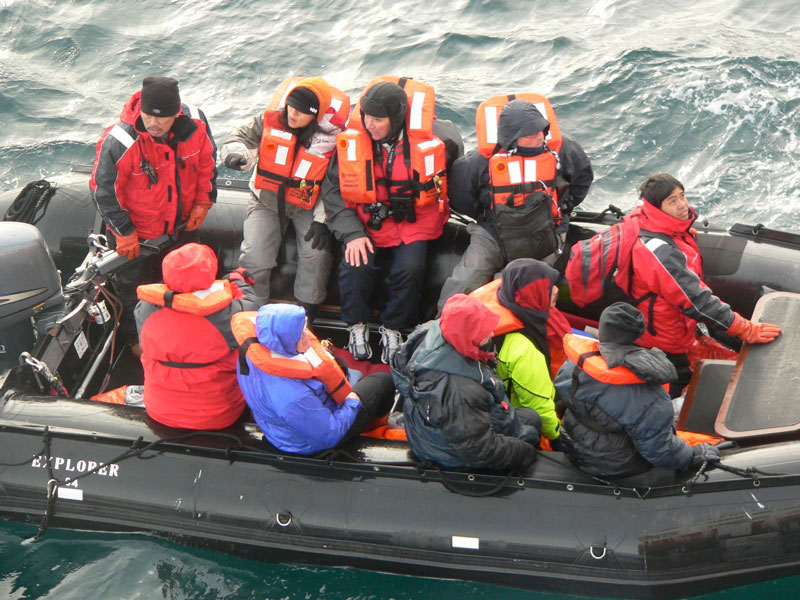
23 novembre 2007, sauvetage des passagers de l'Explorer.

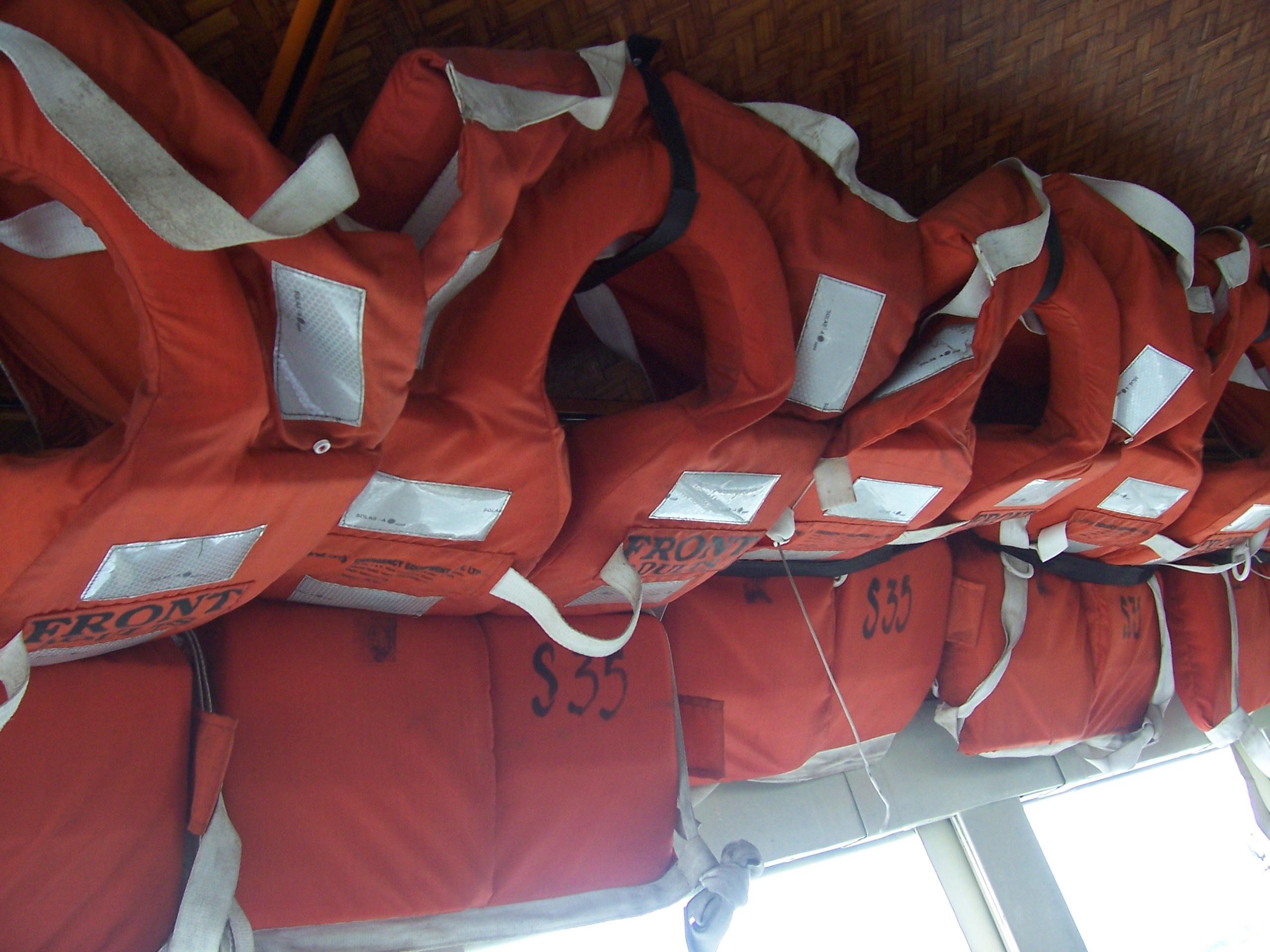
Gilets de sauvetage sur un bateau de liaison à Cochin.

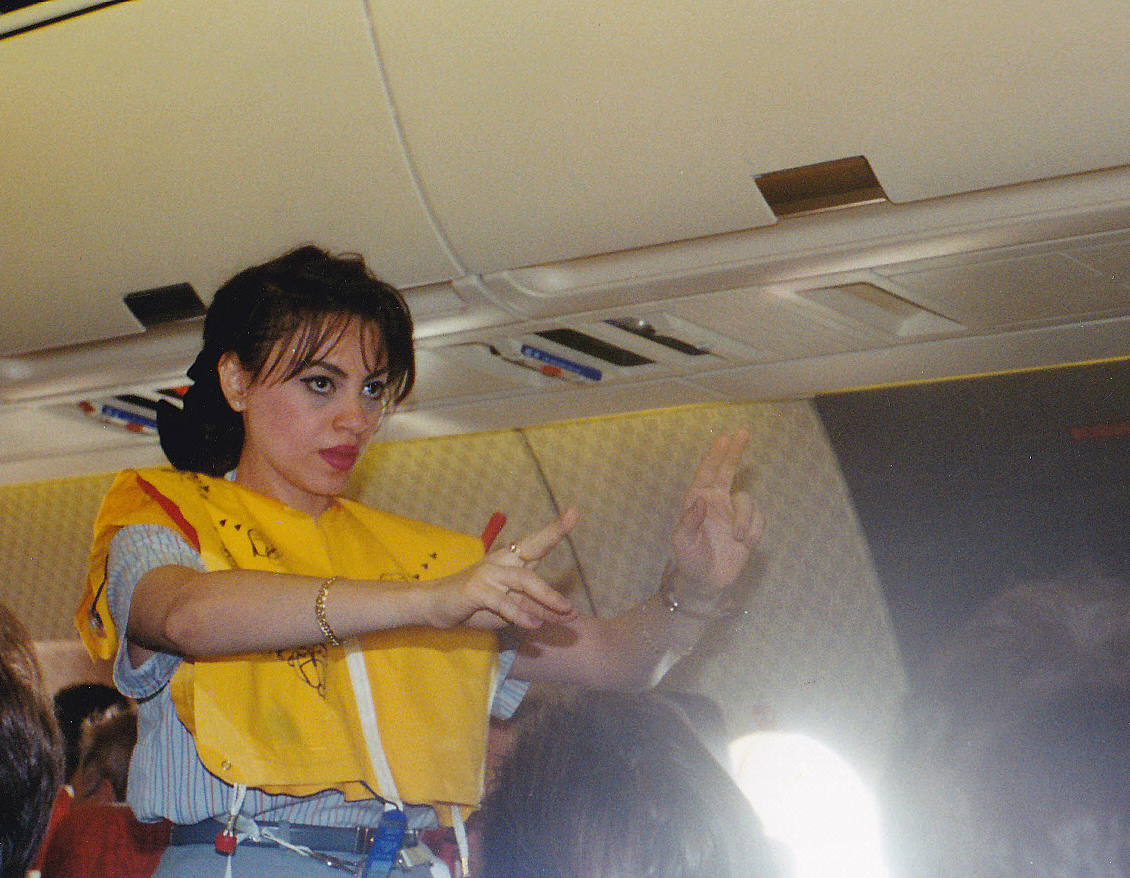
2013, démonstration de sécurité avant un vol EgyptAir.

Un gilet de sauvetage aussi appelé brassière de sauvetage est un dispositif permettant à une personne de flotter plus facilement en cas de chute à l'eau.
Certains types de gilets peuvent permettre de conserver la tête hors de l'eau, et d'assurer le retournement pour une personne inanimée.

## Normes actuelles
La norme actuellement en vigueur est la norme ISO 12402. Elle a notamment été élaborée en vue de fournir des recommandations sur la conception et l'utilisation des équipements individuels de flottabilité (EIF). 
Cette norme distingue deux types d'EIF :
- les gilets de sauvetage : ils doivent garantir une position de flottaison sur le dos avec la tête hors de l'eau et cela quelles que soient les conditions physiques extérieures (les niveaux de performance sont 100, 150 et 275 N) ;
- les aides à la flottabilité : elles nécessitent que l'utilisateur nage ou effectue d'autres mouvements pour se positionner avec la tête hors de l'eau (niveau de performance 50 N).

La norme comprend neuf parties dont les suivantes :
- (NF) (EN) ISO 12402-5 : Équipements individuels de flottabilité — Partie 5: Aides à la flottabilité (niveau 50) — Exigences de sécurité (eaux calmes, n'assurent pas le retournement, demandent une participation active) ;
- (NF) (EN) ISO 12402-4 : Équipements individuels de flottabilité — Partie 4: Gilets de sauvetage, niveau de performance 100 — Exigences de sécurité (assurent le retournement sous conditions : eaux calmes, vêtements légers) ;
- (NF) (EN) ISO 12402-3 : Équipements individuels de flottabilité — Partie 3: Gilets de sauvetage, niveau de performance 150 — Exigences de sécurité (assurent le retournement en mer par mauvais temps) ;
- (NF) (EN) ISO 12402-2 : Équipements individuels de flottabilité — Partie 2: Gilets de sauvetage, niveau de performance 275 — Exigences de sécurité (assurent le retournement en haute mer avec conditions fortes, exclusivement gonflables).

Le gilet (ou la brassière) doit être adapté en taille (adulte / enfant) et peut être gonflable ou non.
Les brassières de sauvetage type marine sont de couleur orange, rouge ou jaune, munies de systèmes rétro-réfléchissants, d'un sifflet et d'une lampe dont la batterie est activée par l'eau de mer.
Les « niveaux de performance » exprimés en newtons, 50, 100, 150 et 275, concrétisent la force de flottaison supplémentaire que permet le « gilet » ou l'« aide ».

### Aide à la flottabilité 50 newtons et pratique sportive
Bien qu'il soit désigné couramment sous l'appellation générique de « gilet de sauvetage », l'équipement individuel de flottabilité (EIF) 50 N est officiellement une « aide à la flottabilité ». Il est destiné à la pratique sportive sur les embarcations légères (dériveurs légers, catamarans de sport, planches à voile, paddleboards , kayaks, etc.) susceptibles de chavirer en conditions normales de navigation. En effet, un véritable gilet de sauvetage avec ses gros flotteurs de poitrine et son col de retournement empêcherait le pratiquant de se rétablir sur son embarcation ou de la redresser en effectuant un rétablissement à la force des bras sur la dérive. Ce type d'aide à la flottabilité doit par contre être capelé (porté et ajusté) en permanence, ce qui n'est pas le cas sur les petites embarcations à moteur (les gilets de sauvetage doivent être en permanence à bord sans obligation de les capeler en temps normal). Certaines dérogations existent, notamment pour la plongée sous marine et la planche à voile, pour lesquelles le port de la combinaison isothermique dispense du port de l'EIF.

## Historique
Le gilet de sauvetage a été inventé au Royaume-Uni en 1854 par le capitaine J. Ross Ward. Il se composait à l'origine de morceaux de liège cousus dans une ceinture de toile.

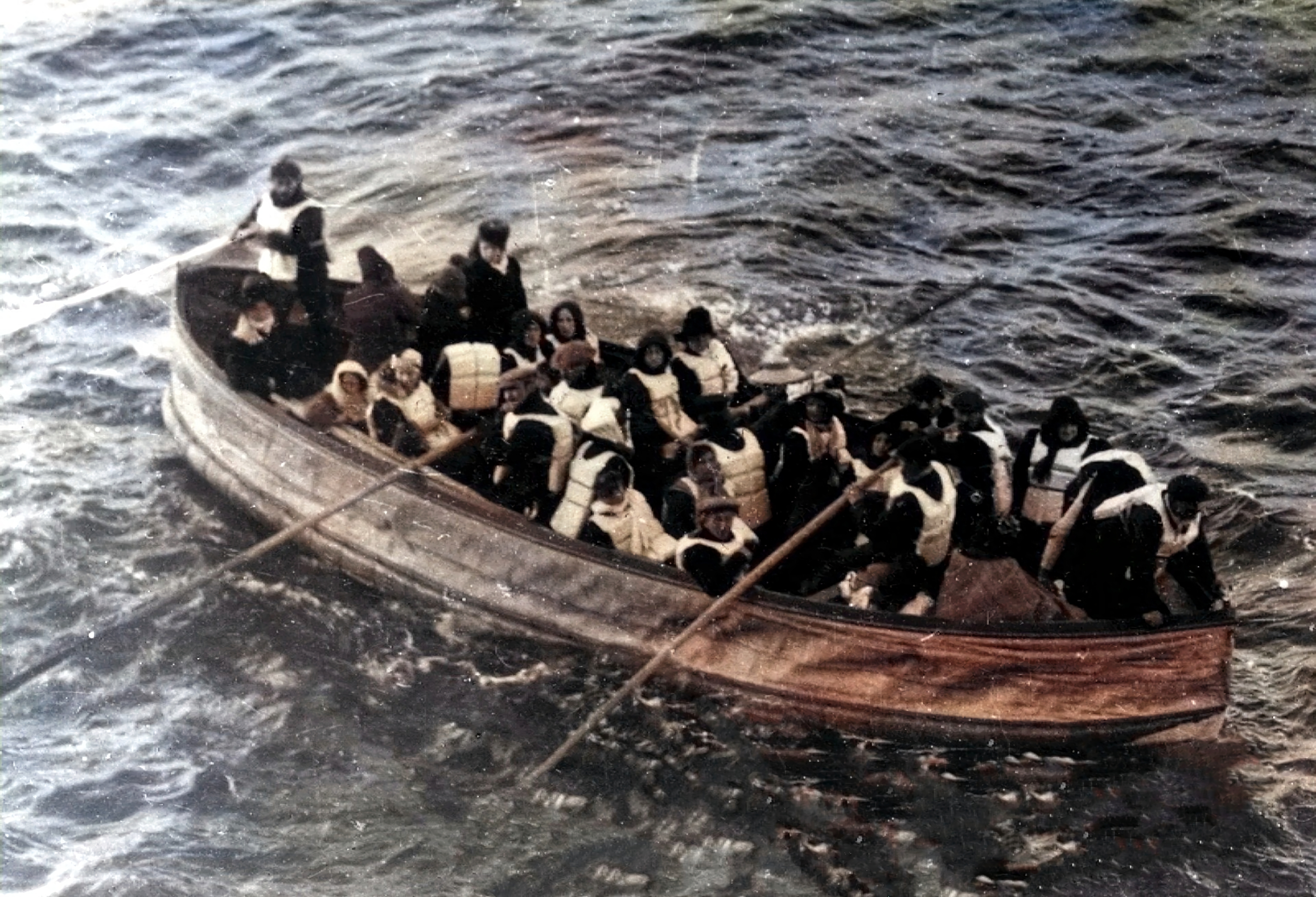
15 avril 1912, canot de sauvetage du Titanic.

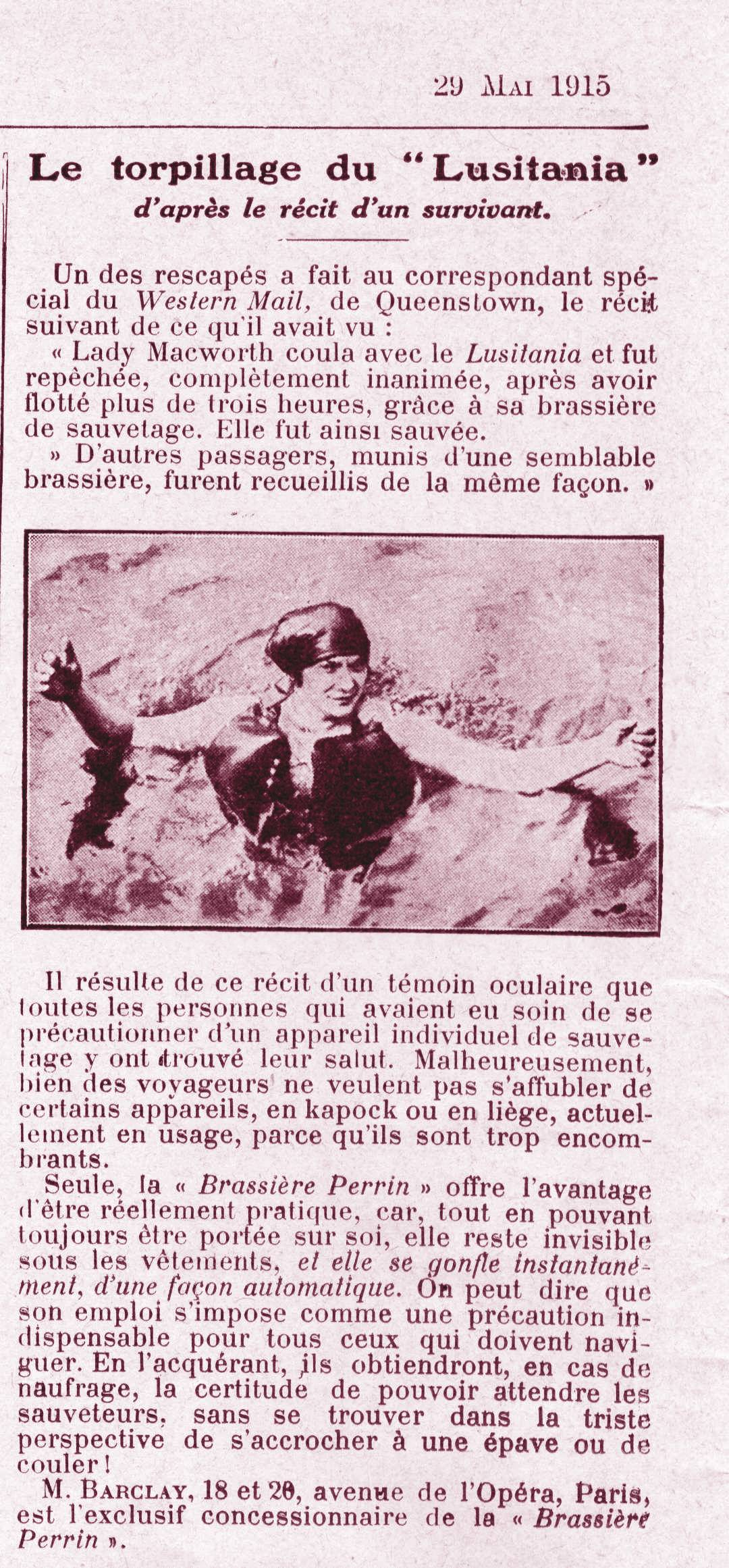
1915, publicité pour la « Brassière Perrin ».

## Le vêtement de travail à flottabilité intégrée
Dans certaines situations (travail à la pêche, au remorquage, au  lamanage, etc.), l'amélioration de la sécurité des personnes au travail passe par une protection personnelle permanente. Ainsi, des vêtements de travail à flottabilité intégrée (VFI) de différents types sont disponibles :
- le boléro ;
- le gilet gonflant ;
- le gilet gonflant intégré.

En France, un décret paru au Journal officiel le 22 août 2007 rend obligatoire, par son article 9, le port d'un VFI :
- lors des opérations de pêche ;
- en cas de travail de nuit, en l'absence de visibilité ou en cas de circonstances météorologiques défavorables ;
- lors de trajets en annexes ou autres embarcations légères.

Les aides à la flottabilité (boléro, cotte ou veste flottante) ne sont pas des équipements de protection individuelle (EPI) contre le risque de noyade conformes au règlement européen 2016/425 relatif aux EPI, et ne sont plus utilisées dans un cadre professionnel depuis le 31 décembre 2019.

## Mae-West

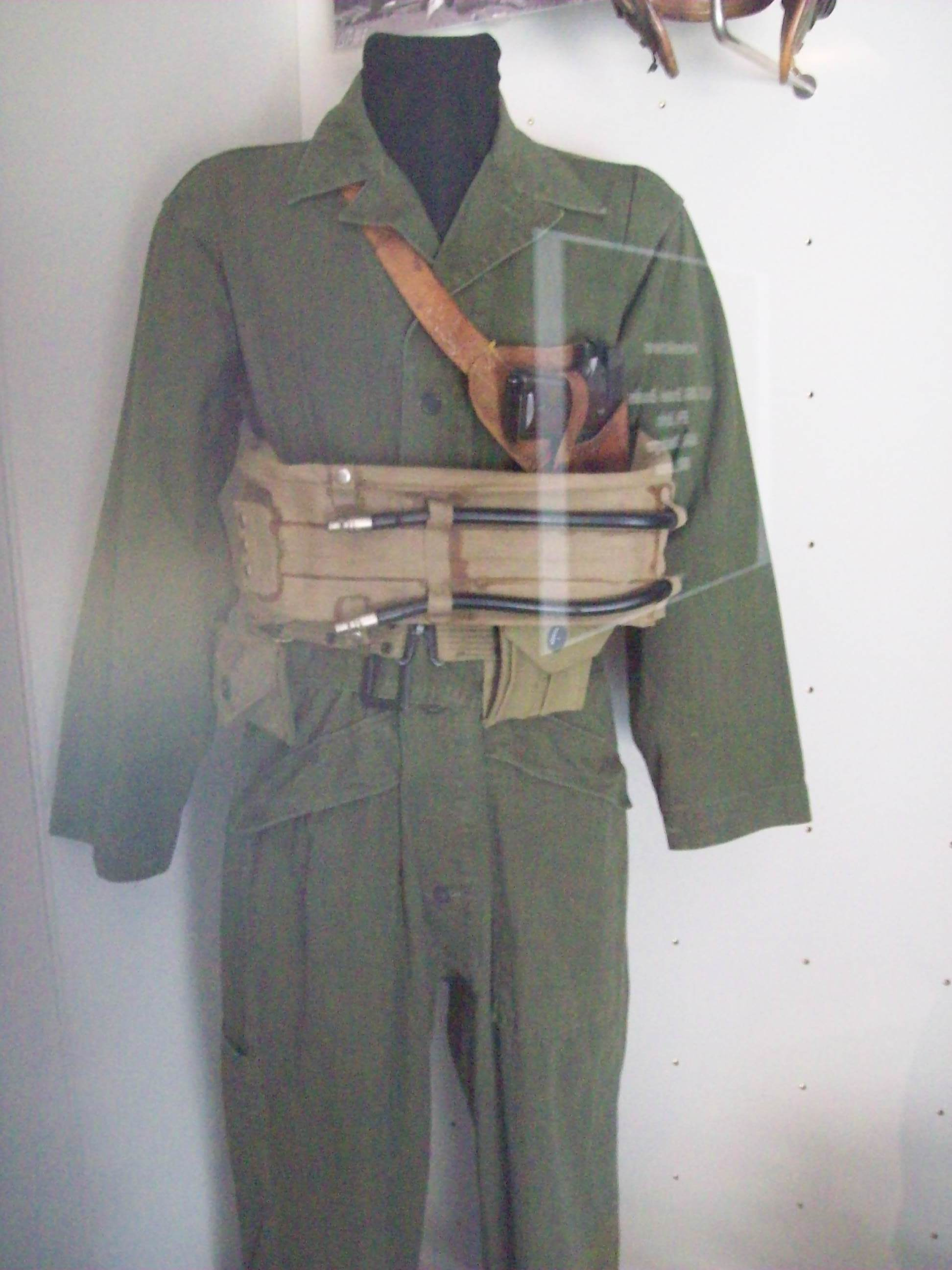
Bouée de débarquement portée par un tankiste lors du débarquement de Normandie.

En « hommage » à l'actrice Mae West à la poitrine généreuse, les aviateurs et parachutistes américains de la Seconde Guerre mondiale avaient surnommé Mae West leur gilet de sauvetage qui donnait à leur torse un volume supplémentaire. Cette bouée de débarquement utilisée par les G.I.'s durant les phases de débarquement, fonctionnait en percutant deux cartouches de CO2 liquide qui libérait le gaz dans deux tubes gonflables internes. Cette ceinture s'est alors révélée mortelle pour les militaires lourdement chargés à leur entrée dans l'eau, car elle empêchait son porteur de remonter à la surface. Certains n'avaient pas encore reçu d'instruction sur son utilisation et pensaient que cette ceinture de sauvetage s'accrochait autour de la taille alors qu'elle devait se porter sous les aisselles, d'autres la portaient correctement mais en raison de leurs mouvements, le gilet descendait à la taille. Lors du débarquement de Normandie, « plusieurs soldats effrayés par la mer et par la houle s'équipent de leur gilet de sauvetage gonflé à bloc. Une initiative personnelle plutôt malheureuse, certains ont la plus grande difficulté à se frayer un chemin sur le pont et à passer par les écoutilles ».
Depuis, les gilets de sauvetage gonflables restent surnommés Mae-West.